# Kristine Aas
Kristine Aas geboren Colban (Bø i Vesterålen, 1 maart 1791 – Christiania, 17 december 1838) was een Noors kunstenares en oprichtster van liefdadigheidsinstellingen. Ze staat elders bekend als Stine Aas.
Ze was de dochter van provoost/priester Erik Andreas Colban (25 december 1760 – 26 oktober 1828) , die zich in 1787 in Bø i Vesterålen vestigde. Ze groeide echter op in Kabelvåg. In 1817 trouwde ze met magistraat en wethouder Johannes Henriksen Aas geboren in 1770, die op 5 februari 1822 overleed. Zij kregen een dochter Maren Magdalena (1820-1900). Na het overlijden van haar man vertrok ze naar Trondheim en richtte aldaar het eerste Noorse opvangcentrum voor kinderen op. In 1838 was ze ook betrokken bij de kinderopvang aan het Grønland 28 te Oslo, dat pas in 1982 sloot. Het horecabedrijf dat er toen inkwam verwees nog naar de opvang: "Asylet". Bij de stichting van dat opvangtehuis was ook Herman Wergeland betrokken, die voor Kristines verjaardag in 1839 Asylbørnenes moder (moeder aller asielkinderen) schreef.
Kristine schilderde, tekende en schreef teksten met muziek. Haar belangrijkste bijdrage aan de kunsten is het lied En sang om den nordlandske bondestand (een lied over de Noordse boerenstand), waarvan de tekst in op 17 maart 1832 in het blad Finmarkens Amtstidende in Vardø werd gepubliceerd. Het lied werd door Ludvig Mathias Lindeman opgenomen in zijn Ældre og nyere norske Fjeldmelodier. Vervolgens ging Edvard Grieg met de melodie aan de haal in zijn Ballade i g-moll.